# Скандал (фільм, 1976)
«Скандал» («Scandalo») — італійська еротична кінодрама 1976 року, знята режисером Сальваторе Сампері, з Франко Неро і Лізою Гастоні в головних ролях.

## Сюжет
Франція, 1940 рік, самий початок гітлерівського вторгнення, вже йдуть бої на лінії Мажино. Господиня аптеки в провінційному французькому містечку Еліан Мішо (Ліза Гастоні) раптово і без особливого бажання заводить коханця в особі свого найманого службовця Армана (Франко Неро), який сховався в аптеці від призову в армію. Незабаром Арман перетворюється для Еліан, позбавленої нормальних чоловічих пестощів з боку свого чоловіка-професора, зануреного у світ літератури і мистецтва, на натурального секс-майстра, а вона — на його сексуальну рабиню. Добропорядна дружина, мати і господиня починає розгулювати голою вулицею сплячого містечка за забаганкою свого монстра-коханця. Далі безжалісний погляд «мінотавра» падає на безневинну доньку господині.

## У ролях
- Франко Неро — Арман
- Ліза Гастоні — Еліан
- аймон Пеллегрен — Анрі, професор
- Андреа Ферреоль — Жюльєтта
- Клаудія Марсані — Жюстіна
- Антоніо Альтовіті — полковник
- Карла Кало — Кармен
- Франка Патано — Шарль
- Лора Ніколсон

## Знімальна група
- Режисер — Сальваторе Сампері
- Сценаристи — Оттавіо Джемма, Сальваторе Сампері
- Оператор — Вітторіо Стораро
- Композитор — Ріц Ортолані
- Художник — Еціо Альтері
- Продюсер — Сільвіо Клементеллі